# Marcalgergelyi
Marcalgergelyi es un pueblo ubicado en el distrito de Pápa, en el condado de Veszprém, Hungría.

## Superficie
Posee una superficie de 7,760 kilómetros cuadrados.

## Demografía
Hasta 2019 la población era de 320 habitantes, con una densidad de población de 41,24 habitantes por kilómetro cuadrado.